# Утіда Косаї
Утіда Косаї (яп. 内田 康哉, うちだ こうさい, також відомий як Утіда Ясуя) — японський державний службовець, дипломат.

## Біографія
Утіда Косаї народився у місті Яцусіро, префектура Кумамото у сім'ї лікаря. Після двох років вивчення англійської мови у Університеті Досіся, перевівся до Токійського університету де закінчив юридичний факультет.
Після закінчення університету працював у Міністерстві закордонних справ Японії. Був послом у Китаї під час правління Династії Цін, потім у Австро-Угорщині та США. З 1911 по 1912 рік займав посаду міністра закордонних справ у другому кабінеті Сай'ондзі Кіммоті.
Деякий час працював послом у Російській імперії, потім повернувся до Японії і з 1918 по 1923 рік займав посаду міністра закордонних справ. Двічі виконував обов'язки прем'єр-міністра: після вбивства прем'єр-міністра Хара Такасі та раптової смерті прем'єр-міністра Като Томосабуро.
У 1930 році увійшов до палати Перів — верхньої палати Японського парламенту. В 1931 році став президентом Південно-Маньчжурської залізниці.
Під час свого третього терміну на посаді міністра закордонних справ у 1932–1933 роках, він сприяв дипломатичному визнанню Маньчжурської держави та виходу Японської імперії з Ліги Націй.
Помер 12 березня 1936 року, через 15 днів після Інциденту 26 лютого. Похований у Токіо.